# Thinocafius
Thinocafius is een monotypisch geslacht van kevers uit de familie van de kortschildkevers (Staphylinidae).

## Soort
- Thinocafius insularis Steel, 1949